# Koszczijiwka
Koszczijiwka (ukr. Кощіївка) – wieś na Ukrainie, w obwodzie kijowskim, w rejonie fastowskim, w hromadzie Tomaszówka. W 2001 liczyła 181 mieszkańców, spośród których 178 wskazało jako ojczysty język ukraiński, a 3 rosyjski.